# Crvena Greda
Crvena Greda (cyr. Црвена Греда) – szczyt w paśmie Durmitor, w Górach Dynarskich, położony w Czarnogórze. Leży na północny wschód od Bobotov Kuk.